# Deutz F2L 514/54
Der Deutz F2L 514/54 (ab 1956 als Deutz F2L 514/4 bezeichnet) ist ein Schlepper, den Klöckner-Humboldt-Deutz von 1954 bis 1962 herstellte. Die Typenbezeichnung nennt die wesentlichen Motorkenndaten: Fahrzeugmotor mit 2-Zylindern und Lüftkühlung der Baureihe 5 mit einem Kolbenhub von 14 cm. Hinter dem Schrägstrich ist die eigentliche Modellnummer, basierend auf der Jahreszahl des Produktionsbeginns, angegeben.
Ausgestattet ist der F2L 514/54 mit einem Zweizylinder-Dieselmotor, der 30 PS leistet und den Schlepper auf 20 km/h beschleunigt. Neu gegenüber dem Vorgängermodell F2L 514/53 war das Getriebe. Es stammte wieder aus eigener Fertigung und verfügte über sieben Vorwärts- und drei Rückwärtsgänge.
Deutz fertigte den 1925 kg schweren Schlepper in drei verschiedenen Bereifungsvarianten. Gekennzeichnet wurde dies durch einen Großbuchstaben, der an die Typenbezeichnung mit Bindestrich angehängt wurde. So konnte er als Normalrad- (N), Universal- (U) oder Hochradausführung (H) bestellt werden. Die Hochradausführung verfügte über mehr Bodenfreiheit und eignete sich damit besonders für Bestell- und Pflegearbeiten von Reihenkulturen. Sie war eher auf großen Höfen anzutreffen. Die anderen beiden Ausführungen wurden dagegen auf mittelgroßen Höfen als Allein- und Universalschlepper eingesetzt.